# Alan Hopes
Alan Stephen Hopes (ur. 14 marca 1944 w Oksfordzie) – brytyjski duchowny chrześcijański, początkowo posługujący w Kościele Anglii, a następnie w Kościele rzymskokatolickim. W latach 2003–2013 biskup pomocniczy archidiecezji westminsterskiej, w latach 2013-2022 biskup diecezjalny diecezji wschodnioangielskiej.

## Życiorys
W 1968 przyjął święcenia kapłańskie w Kościele Anglii. Pracował przede wszystkim w Londynie, w 1987 został kanonikiem londyńskiej katedry. W 1994 przeszedł na katolicyzm, zaś 4 grudnia 1995 ponownie przyjął święcenia, tym razem jako prezbiter katolicki. Ze względu na to, iż jako duchowny anglikański nie skorzystał z przysługującej kapłanom tego wyznania możliwości wejścia w związek małżeński, po konwersji spełniał wymogi stawiane katolickim duchownym. Inkardynowany do archidiecezji westminsterskiej, pracował w londyńskich parafiach, zaś w 2001 został wikariuszem generalnym archidiecezji.
4 stycznia 2003 papież Jan Paweł II mianował go biskupem pomocniczym Westminsteru ze stolicą tytularną Cuncacestre. Sakry udzielił mu 24 stycznia 2003 ówczesny arcybiskup metropolita Westminsteru, kardynał Cormac Murphy-O’Connor. W 2010 został delegatem Konferencji Biskupów Katolickich Anglii i Walii ds. wdrażania konstytucji apostolskiej Anglicanorum coetibus, wprowadzającej szczególne zasady przystępowania do Kościoła katolickiego dla dotychczasowych wiernych Kościołów anglikańskich.
11 czerwca 2013 papież Franciszek mianował go biskupem diecezji wschodnioangielskiej. Ingres odbył się 16 lipca 2013.
11 października 2022 papież przyjął jego rezygnację z urzędu biskupa diecezjalnego.